# Clare Bowditch
Clare Bowditch (Melbourne, 1975) è una cantautrice, attrice, imprenditrice, autrice e conduttrice radiofonica australiana.

## Biografia
Negli anni 2000 Clare Bowditch ha piazzato due album nella ARIA Albums Chart nazionale, What Was Left e The Moon Looked On. A fine 2008 ha completato una tournée in Australia composta da venticinque date sold out. Nel 2010 Modern Day Addiction si è spinto fino alla 10ª posizione in madrepatria, segnando la sua prima top ten in classifica, e due anni più tardi The Winter I Choose Happiness è arrivato alla numero 11. Nel 2013 la cantante ha fondato l'impresa sociale Big Hearted Business mentre nell'ottobre 2019 ha pubblicato il suo primo libro Your Own Kind of Girl.
Agli ARIA Music Awards ha accumulato otto candidature, trionfando nel 2006 nella categoria "Miglior artista femminile".

## Discografia

### Album in studio
- 2003 – About Autumn
- 2005 – What Was Left
- 2007 – The Moon Looked On
- 2010 – Modern Day Addiction
- 2012 – The Winter I Choose Happiness

### EP
- 2011 – Are You Ready Yet?

### Singoli
- 2003 – Human Being
- 2003 – Money Comes
- 2004 – Which Way to Go
- 2005 – Divorcee by 23
- 2005 – On This Side
- 2006 – Little Self Centred Queen
- 2007 – When The Lights Went Down
- 2008 – You Look So Good
- 2009 – The Start of War
- 2010 – Bigger Than Money
- 2011 – Now That You're Here (con Lanie Lane)
- 2012 – You Make Me Happy
- 2013 – Sailing Alone (con Charity Turner)
- 2019 – Woman
- 2019 – If I Could Give You